# Красная Поляна (Гулькевичский район)
Кра́сная Поля́на — хутор в Гулькевичском районе Краснодарского края России. Входит в состав сельского поселения Венцы-Заря.

## География

### Улицы
- ул. Восточная,
- ул. Западная,
- ул. Коммунальная,
- ул. Кооперативная,
- ул. Пионерская,
- ул. Северная,
- ул. Советская,
- ул. Южная[4].

## Население
| 2002 | 2010 |
| ---- | ---- |
| 511  | ↘447 |